# Massimiliano Camillo VIII Massimo, I principe di Arsoli
Massimiliano Massimo, I principe di Arsoli, noto anche come Camillo VIII, già Francesco Camillo VII Massimo, IV marchese di Roccasecca (Roma, 21 aprile 1770 – Roma, 7 maggio 1840), è stato un nobile e dignitario pontificio italiano.

## Biografia
Nato a Roma nel 1770, Massimiliano era figlio del marchese Francesco Camillo VII Massimo, IV marchese di Roccasecca e di sua moglie, la nobildonna romana Barbara Savelli Palombara. La sua condizione di secondogenito, lo pose inizialmente in secondo piano nella linea di successione paterna, ma quando Carlo, suo fratello maggiore, decise di rinunciare al maggiorasco per intraprendere la carriera ecclesiastica, egli si trovò erede delle sostanze e dei titoli di suo padre.
Dopo la morte di suo padre nel 1801, quando gli succedette, si trovò in una delicata situazione in quanto a Roma, occupata dai francesi e resa città libera dal papato, gli venne offerto come ad altri aristocratici ex papalini il titolo di senatore, ma egli rifiutò e con altri due rappresentanti dell'aristocrazia (il marchese Patrizi ed il principe Altieri, tutti cognati tra loro) ed un borghese preferì la via dell'esilio. Tale decisione gli venne probabilmente ispirata dalla moglie, Maria Cristina Sabina di Sassonia, figlia del principe Francesco Saverio di Sassonia (figlio a sua volta di re Augusto III di Polonia), di spiccato sentimento antinapoleonico, e dalle sorelle di questa che disertarono in massa rifugiandosi dapprima a Parigi e poi alla corte reale di Dresda dove la famiglia Massimo rimase sino al 1810 quando fece trionfalmente ritorno a Roma, accolta come la vera rappresentante della fedeltà al pontefice.
Il principe Massimiliano, per il ruolo avuto, venne incaricato dal nuovo governo pontificio di accogliere in città papa Pio VII, proveniente da Imola, dopo il suo ritorno dall'esilio forzato a cui i napoleonici l'avevano costretto. Il nuovo papa lo nominò Maestro Generale delle Poste Pontificie ed egli trasferì la sede del suo ufficio direttamente presso la propria abitazione, il prestigioso Palazzo Massimo alle Colonne, da cui per anni diresse l'attività dei corrieri pontifici.
Per ricompensarlo della propria fedeltà al papato e della buona amministrazione tenuta a favore della chiesa, con breve pontificio del 27 luglio 1826, papa Leone XII concesse a Massimiliano il titolo di principe sul feudo di Arsoli, da secoli proprietà della casata.
Morì a Roma nel 1840.

## Matrimonio e figli
Nel 1796, Massimiliano sposò la principessa Maria Cristina di Sassonia, figlia del principe Francesco Saverio di Sassonia e di sua moglie, Chiara Spinucci. La coppia ebbe i seguenti figli:
- Teresa (1801 - 1858), sposò Urbano Del Drago Biscia Gentili, I principe di Mazzano ed Antuni
- Vittorio Emanuele Camillo IX (1803 - 1873), II principe di Arsoli
- Francesco Saverio (1806-1848), cardinale
- Barbara (20 dicembre 1813 – Roma, 1º novembre 1849), sposò Giovanni Nepomuceno Ruspoli, V principe di Cerveteri

## Albero genealogico
|                                                          |                                                     |                                                         | Genitori               |  |  | Nonni |  |  | Bisnonni                                                       |  |  | Trisnonni                                             |  |
|                                                          |                                                     |                                                         |                        |  |  |       |  |  | Giovanni Battista Camillo V Massimo, II marchese di Roccasecca |  |  | Fabrizio Camillo IV Massimo, I marchese di Roccasecca |  |
|                                                          |                                                     |                                                         |                        |  |  |       |  |  | Giovanni Battista Camillo V Massimo, II marchese di Roccasecca |  |  | Fabrizio Camillo IV Massimo, I marchese di Roccasecca |  |
|                                                          |                                                     | Francesca Maddaleni Capodiferro                         |                        |  |  |       |  |  | Giovanni Battista Camillo V Massimo, II marchese di Roccasecca |  |  |                                                       |  |
| Filippo Camillo VI Massimo, III marchese di Roccasecca   |                                                     |                                                         |                        |  |  |       |  |  | Giovanni Battista Camillo V Massimo, II marchese di Roccasecca |  |  |                                                       |  |
|                                                          |                                                     | Giulia Massimo                                          | Fabio Camillo Massimo  |  |  |       |  |  |                                                                |  |  |                                                       |  |
|                                                          |                                                     | Giulia Massimo                                          | Fabio Camillo Massimo  |  |  |       |  |  |                                                                |  |  |                                                       |  |
|                                                          |                                                     | Giulia Massimo                                          | Laura Ginnetti         |  |  |       |  |  |                                                                |  |  |                                                       |  |
| Francesco Camillo VII Massimo, IV marchese di Roccasecca |                                                     | Giulia Massimo                                          |                        |  |  |       |  |  |                                                                |  |  |                                                       |  |
|                                                          |                                                     | Antonfrancesco Soderini                                 | Francesco Soderini     |  |  |       |  |  |                                                                |  |  |                                                       |  |
|                                                          |                                                     | Antonfrancesco Soderini                                 | Francesco Soderini     |  |  |       |  |  |                                                                |  |  |                                                       |  |
|                                                          |                                                     | Antonfrancesco Soderini                                 | Costanza Ginori        |  |  |       |  |  |                                                                |  |  |                                                       |  |
| Isabella Fiammetta Soderini                              |                                                     | Antonfrancesco Soderini                                 |                        |  |  |       |  |  |                                                                |  |  |                                                       |  |
|                                                          |                                                     | Vittoria Muti Papazzurri                                | Pompeo Muti Papazzurri |  |  |       |  |  |                                                                |  |  |                                                       |  |
|                                                          |                                                     | Vittoria Muti Papazzurri                                | Pompeo Muti Papazzurri |  |  |       |  |  |                                                                |  |  |                                                       |  |
|                                                          |                                                     | Vittoria Muti Papazzurri                                | Maria Isabella Massimo |  |  |       |  |  |                                                                |  |  |                                                       |  |
| Massimiliano Camillo VIII Massimo, I principe di Arsoli  |                                                     | Vittoria Muti Papazzurri                                |                        |  |  |       |  |  |                                                                |  |  |                                                       |  |
|                                                          | Federico Savelli Palombara, marchese di Pietraforte | Massimiliano Savelli Palombara, marchese di Pietraforte |                        |  |  |       |  |  |                                                                |  |  |                                                       |  |
|                                                          | Federico Savelli Palombara, marchese di Pietraforte | Massimiliano Savelli Palombara, marchese di Pietraforte |                        |  |  |       |  |  |                                                                |  |  |                                                       |  |
|                                                          | Federico Savelli Palombara, marchese di Pietraforte | Costanza Baldinelli                                     |                        |  |  |       |  |  |                                                                |  |  |                                                       |  |
| Massimiliano Savelli Palombara, marchese di Pietraforte  | Federico Savelli Palombara, marchese di Pietraforte |                                                         |                        |  |  |       |  |  |                                                                |  |  |                                                       |  |
|                                                          |                                                     | Barbara Colonna                                         | Antonio Colonna        |  |  |       |  |  |                                                                |  |  |                                                       |  |
|                                                          |                                                     | Barbara Colonna                                         | Antonio Colonna        |  |  |       |  |  |                                                                |  |  |                                                       |  |
|                                                          |                                                     | Barbara Colonna                                         | Flavia Ruiz            |  |  |       |  |  |                                                                |  |  |                                                       |  |
| Barbara Savelli Palombara                                |                                                     | Barbara Colonna                                         |                        |  |  |       |  |  |                                                                |  |  |                                                       |  |
|                                                          |                                                     | Pietro Gabrielli, marchese di Prossedi                  | Mario Gabrielli        |  |  |       |  |  |                                                                |  |  |                                                       |  |
|                                                          |                                                     | Pietro Gabrielli, marchese di Prossedi                  | Mario Gabrielli        |  |  |       |  |  |                                                                |  |  |                                                       |  |
|                                                          |                                                     | Pietro Gabrielli, marchese di Prossedi                  | Porzia Lancellotti     |  |  |       |  |  |                                                                |  |  |                                                       |  |
| Porzia Gabrielli di Prossedi                             |                                                     | Pietro Gabrielli, marchese di Prossedi                  |                        |  |  |       |  |  |                                                                |  |  |                                                       |  |
|                                                          |                                                     | Maria Teresa di Valvasone                               | Ludovico di Valvasone  |  |  |       |  |  |                                                                |  |  |                                                       |  |
|                                                          |                                                     | Maria Teresa di Valvasone                               | Ludovico di Valvasone  |  |  |       |  |  |                                                                |  |  |                                                       |  |
|                                                          |                                                     | Maria Teresa di Valvasone                               | Matilde di Canossa     |  |  |       |  |  |                                                                |  |  |                                                       |  |
|                                                          |                                                     | Maria Teresa di Valvasone                               |                        |  |  |       |  |  |                                                                |  |  |                                                       |  |